# Ивкович, Милутин
Милу́тин И́вкович (сербохорв. Mилутин Ивковић / Milutin Ivković; 3 марта 1906, Белград, Королевство Сербия — 23 мая 1943, Яинцы, Белград, Недичевская Сербия) — югославский сербский футболист, правый защитник, участник Олимпийских игр 1928 года и чемпионата мира 1930 года.

## Биография
Милутин Ивкович родился в Белграде в семье полковника Йована Ивковича и Милы Путник. Там же он начал играть в футбол. Учился в медицинском институте, в 1934 году получил диплом врача. Активно интересовался политикой, был одним из инициаторов бойкота югославской командой Олимпийских игр 1936 года в Берлине. Вскоре после начала второй мировой войны Милутин Ивкович завершил карьеру футболиста. Во время Народно-освободительной войны Югославии примкнул к партизанскому движению Иосипа Броза Тито, был схвачен белградской оккупационной администрацией и позже казнён. Его имя носит одна из улиц Белграда. У стадиона ФК «Партизан» в его честь установлена мемориальная доска. В фильмах «Монтевидео, Бог те видео!» и «Монтевидео, видимо се!» роль Ивковича исполняет Виктор Савич.

## Карьера

### Клубная
Первой командой Ивковича стала белградская «Югославия», за которую он начал играть в возрасте 16 лет, дважды становился чемпионом Югославии (1924 и 1925). Позднее он также выступал за белградский клуб «БАСК» и команду «Жупа» из города Александровац.

### В сборной
В сборной Милутин Ивкович дебютировал в октябре 1925 года в матче против Чехословакии (югославы потерпели сокрушительное поражение 0:7). Через три года он стал участником олимпийского футбольного турнира 1928 года в качестве капитана (югославы проиграли в первом же круге португальцам), а в 1930 году Ивкович сыграл три матча на первом чемпионате мира по футболу, который проходил в Уругвае. В первом матче югославы, к удивлению многих, одолели главных соперников по группе — бразильцев, а во второй игре против несильной боливийской сборной Милутин Ивкович нанёс серьёзную травму (перелом ноги) Гумерсиндо Гомесу, будучи на тот момент студентом медицинского института. Ивкович также сыграл в полуфинале против хозяев турнира, но югославы проиграли 1:6 и закончили выступление на турнире.

Последним матчем Ивковича за сборную стала игра против сборной Франции, проигранная югославами со счётом 2:3, в 1934 году.
| Матчи и голы Милутина Ивковича за сборную Югославии | Матчи и голы Милутина Ивковича за сборную Югославии | Матчи и голы Милутина Ивковича за сборную Югославии | Матчи и голы Милутина Ивковича за сборную Югославии | Матчи и голы Милутина Ивковича за сборную Югославии | Матчи и голы Милутина Ивковича за сборную Югославии | Матчи и голы Милутина Ивковича за сборную Югославии |
| --------------------------------------------------- | --------------------------------------------------- | --------------------------------------------------- | --------------------------------------------------- | --------------------------------------------------- | --------------------------------------------------- | --------------------------------------------------- |
| №                                                   | Дата                                                | Место проведения                                    | Соперник                                            | Счёт                                                | Голы                                                | Турнир                                              |
| 1                                                   | 28 октября 1925                                     | Прага, Чехословакия                                 | Чехословакия                                        | 0:7                                                 | -                                                   | Товарищеский матч                                   |
| 2                                                   | 4 ноября 1925                                       | Падуя, Италия                                       | Италия                                              | 1:2                                                 | -                                                   | Товарищеский матч                                   |
| 3                                                   | 30 мая 1926                                         | Загреб, Югославия                                   | Болгария                                            | 3:1                                                 | -                                                   | Товарищеский матч                                   |
| 4                                                   | 13 июня 1926                                        | Париж, Франция                                      | Франция                                             | 1:4                                                 | -                                                   | Товарищеский матч                                   |
| 5                                                   | 28 июня 1926                                        | Загреб, Югославия                                   | Чехословакия                                        | 2:6                                                 | -                                                   | Товарищеский матч                                   |
| 6                                                   | 3 октября 1926                                      | Загреб, Югославия                                   | Румыния                                             | 2:3                                                 | -                                                   | Товарищеский матч                                   |
| 7                                                   | 10 мая 1927                                         | Бухарест, Румыния                                   | Румыния                                             | 3:0                                                 | -                                                   | Товарищеский матч                                   |
| 8                                                   | 15 мая 1927                                         | София, Болгария                                     | Болгария                                            | 2:0                                                 | -                                                   | Товарищеский матч                                   |
| 9                                                   | 31 июля 1927                                        | Белград, Югославия                                  | Чехословакия                                        | 1:1                                                 | -                                                   | Товарищеский матч                                   |
| 10                                                  | 28 октября 1927                                     | Прага, Чехословакия                                 | Чехословакия                                        | 3:5                                                 | -                                                   | Товарищеский матч                                   |
| 11                                                  | 8 апреля 1928                                       | Загреб, Югославия                                   | Турция                                              | 2:1                                                 | -                                                   | Товарищеский матч                                   |
| 12                                                  | 6 мая 1928                                          | Белград, Югославия                                  | Румыния                                             | 3:1                                                 | -                                                   | Балканский Кубок 1929-31                            |
| 13                                                  | 29 мая 1928                                         | Амстердам, Нидерланды                               | Португалия                                          | 1:2                                                 | -                                                   | Олимпийские игры 1928                               |
| 14                                                  | 28 октября 1928                                     | Прага, Чехословакия                                 | Чехословакия                                        | 1:7                                                 | -                                                   | Slavic Tournament                                   |
| 15                                                  | 10 мая 1929                                         | Бухарест, Румыния                                   | Румыния                                             | 3:2                                                 | -                                                   | Товарищеский матч                                   |
| 16                                                  | 19 мая 1929                                         | Париж, Франция                                      | Франция                                             | 3:1                                                 | -                                                   | Товарищеский матч                                   |
| 17                                                  | 28 июня 1929                                        | Загреб, Югославия                                   | Чехословакия                                        | 3:3                                                 | -                                                   | Товарищеский матч                                   |
| 18                                                  | 6 октября 1929                                      | Бухарест, Румыния                                   | Румыния                                             | 1:2                                                 | -                                                   | Балканский Кубок 1929-31                            |
| 19                                                  | 28 октября 1929                                     | Прага, Чехословакия                                 | Чехословакия                                        | 3:4                                                 | -                                                   | Товарищеский матч                                   |
| 20                                                  | 26 января 1930                                      | Афины, Греция                                       | Греция                                              | 1:2                                                 | -                                                   | Балканский Кубок 1929-31                            |
| 21                                                  | 13 апреля 1930                                      | Белград, Югославия                                  | Болгария                                            | 6:1                                                 | -                                                   | Товарищеский матч                                   |
| 22                                                  | 4 мая 1930                                          | Белград, Югославия                                  | Румыния                                             | 2:1                                                 | -                                                   | Товарищеский матч                                   |
| 23                                                  | 14 июля 1930                                        | Монтевидео, Уругвай                                 | Бразилия                                            | 2:1                                                 | -                                                   | Чемпионат мира 1930                                 |
| 24                                                  | 17 июля 1930                                        | Монтевидео, Уругвай                                 | Боливия                                             | 4:0                                                 | -                                                   | Чемпионат мира 1930                                 |
| 25                                                  | 27 июля 1930                                        | Монтевидео, Уругвай                                 | Уругвай                                             | 1:6                                                 | -                                                   | Чемпионат мира 1930                                 |
| 26                                                  | 16 ноября 1930                                      | София, Болгария                                     | Болгария                                            | 3:0                                                 | -                                                   | Балканский Кубок 1929-31                            |
| 27                                                  | 15 марта 1931                                       | Белград, Югославия                                  | Греция                                              | 4:1                                                 | -                                                   | Балканский Кубок 1929-31                            |
| 28                                                  | 21 мая 1931                                         | Белград, Югославия                                  | Венгрия                                             | 3:2                                                 | -                                                   | Товарищеский матч                                   |
| 29                                                  | 28 июня 1931                                        | Загреб, Югославия                                   | Румыния                                             | 2:4                                                 | -                                                   | Балканский Кубок 1929-31                            |
| 30                                                  | 2 августа 1931                                      | Белград, Югославия                                  | Чехословакия                                        | 2:1                                                 | -                                                   | Товарищеский матч                                   |
| 31                                                  | 2 октября 1931                                      | София, Болгария                                     | Турция                                              | 0:2                                                 | -                                                   | Балканский Кубок (неофиц.)                          |
| 32                                                  | 4 октября 1931                                      | София, Болгария                                     | Болгария                                            | 2:3                                                 | -                                                   | Балканский Кубок (неофиц.)                          |
| 33                                                  | 25 октября 1931                                     | Познань, Польша                                     | Польша                                              | 3:6                                                 | -                                                   | Товарищеский матч                                   |
| 34                                                  | 26 июня 1932                                        | Белград, Югославия                                  | Греция                                              | 7:1                                                 | -                                                   | Балканский Кубок 1932                               |
| 35                                                  | 3 июля 1932                                         | Белград, Югославия                                  | Румыния                                             | 3:1                                                 | -                                                   | Балканский Кубок 1932                               |
| 36                                                  | 30 апреля 1933                                      | Белград, Югославия                                  | Испания                                             | 1:1                                                 | -                                                   | Товарищеский матч                                   |
| 37                                                  | 24 сентября 1933                                    | Белград, Югославия                                  | Швейцария                                           | 2:2                                                 | -                                                   | Отбор к ЧМ-1934                                     |
| 38                                                  | 2 сентября 1934                                     | Прага, Чехословакия                                 | Чехословакия                                        | 1:3                                                 | -                                                   | Товарищеский матч                                   |
| 39                                                  | 16 декабря 1934                                     | Париж, Франция                                      | Франция                                             | 2:3                                                 | -                                                   | Товарищеский матч                                   |

Итого: 39 матчей / 0 голов; 17 побед, 4 ничьих, 18 поражений.